# 65 ق هـ
65 ق هـ هي السنة الخامسة والستون السابقة للهجرة النبوية، وهي توافق ما بين سنتي 558 و559 حسب التقويم الميلادي، أي أنها بدأت في سنة 558م وانتهت في سنة 559م.

## مواليد
- الحارث بن هشام

## وفيات
- زرارة بن عدس